# Kyokutenhō Masaru
Kyokutenhō Masaru (jap. 旭天鵬 勝; * 13. September 1974 in Nalaich, Mongolei als Njamdschawyn Tsebegnjam (mongolisch Нямжавын Цэвэгням)) ist ein ehemaliger mongolischer Sumōringer. Seit 2005 besitzt er zusätzlich die japanische Staatsbürgerschaft.
In den frühen 1990er Jahren startete er seine Sumōkarriere in Japan und erreichte 1998 erstmals die höchste Division. Im Jahr 2012 gewann er das Natsu-Basho, wobei er mit 37 Jahren älter als bisher jeder andere Sumōtori bei seinem ersten Turniersieg war.

## Karriere
Kyokutenhō gehörte zur ersten Gruppe von mongolischen Ringern, die sich im japanischen Sumō etablierten. Er trat dem Ōshima-Stall bei und nahm erstmals im März 1992 am Ligabetrieb teil. Im Januar 1996 blieb er in der dritten Division (Makushita) ohne Niederlage, verlor jedoch den Stichkampf um den Turniersieg gegen den späteren Komusubi Kaihō Ryōji. Trotzdem stieg Kyokutenhō nach dieser Leistung in die zweite Division (Jūryō) auf. Nach einer schwachen Leistung im Septemberturnier 1996 musste er wieder in die Makushita zurückkehren, schaffte aber den unmittelbaren Wiederaufstieg.
Nach konstanten Leistungen erreichte Kyokutenhō im Januar 1998 erstmals die erste Division (Makuuchi). Er musste allerdings zweimal Abstiege in die Jūryō hinnehmen, erst ab dem Maiturnier 1999 etablierte er sich in der Makuuchi. Im Januar 2002 wurde er nach soliden Leistungen zum Komusubi befördert, hielt diesen Titel jedoch nicht dauerhaft. Seinen bisher höchsten Rang nahm er im Juli 2003 mit der Beförderung zum Sekiwake ein. Da er jedoch kein Kachi-koshi erreichen konnte, verlor er diese Position unmittelbar wieder. Ebenso erging es ihm nach zwei weiteren Aufstiegen zum Sekiwake im November 2003 und Mai 2004.
Einen kurzzeitigen Karriereknick erlitt Kyokutenhō, als er 2007 in Tokio einen Autounfall verursachte, bei dem eine Person verletzt wurde. Da es Sumōtori nicht gestattet ist, selbst am Steuer zu sitzen, wurde er vom Maiturnier ausgeschlossen. Er stieg daraufhin in die Jūryō ab, schaffte aber die sofortige Rückkehr in die Makuuchi.
Sein bis dahin bestes Ergebnis gelang Kyokutenhō beim Septemberturnier 2007, als er mit einer Bilanz von 13-2 Zweitplatzierter hinter dem Yokozuna Hakuhō wurde. Im März 2009 wurde Kyokutenhō nach knapp drei Jahren Unterbrechung wieder Komusubi. Damit war er der erste Sumōtori seit den 1980ern, der es nach einem Abstieg in die Jūryō wieder in die Sanyaku-Ränge schaffte. Wieder blieb die Beförderung nicht von Dauer, ein letztes Mal war er im Juli 2009 Komusubi. In den folgenden Jahren etablierte er sich in den mittleren Maegashira-Rängen.
Überraschend erzielte Kyokutenhō den größten Erfolg seiner Laufbahn beim Natsu-Basho 2012, dem Maiturnier. Er startete mit 2-3 mäßig in das Turnier, gab danach aber keinen Kampf mehr ab. Als Maegashira 7 wurden ihm relativ schwache Gegner zugeteilt, erst an den letzten beiden Tagen musste er gegen den Ōzeki Kotoōshū und den Sekiwake Gōeidō antreten. Im Stichkampf gegen Tochiōzan entschied Kyokutenhō schließlich das Turnier zu seinen Gunsten. Mit 37 Jahren wurde er damit der bisher älteste Sumōtori bei seinem ersten Yūshō (Turniersieg) und einer der ältesten Turniersieger der Sumō-Neuzeit überhaupt.
Trotz seines Yūshō wurde Kyokutenhō nicht wieder zum Komusubi befördert. Zuletzt war 1961 mit Sadanoyama Shinmatsu ein Turniersieger nicht in die Sanyaku-Ränge aufgestiegen. Beim Juliturnier erlitt Kyokutenhō mit 2-13 ein deutliches Make-koshi.
Kyokutenhō beendete das Nayoga-Turnier 2015 mit einem Make-koshi von 3-12. Da er mit diesem Ergebnis im nächsten Turnier im Rang abgestiegen wäre, entschied er sich, zurückzutreten.

## Privates
Kyokutenhō ist mit einer Japanerin verheiratet und hat eine Tochter. Sein jüngerer Bruder Fudoyama war zwischen Januar 2000 und Januar 2008 ebenfalls als Sumotori aktiv. Dieser kam jedoch selten über die Sandanme-Division hinaus und erreichte als beste Platzierung im Juli 2005 Platz 38 der Ostgruppe der Makushita-Division.
Im Juni 2005 nahm Kyokutenhō unter dem Namen Ōta Masaru (太田 勝) die japanische Staatsbürgerschaft an und hat somit die Möglichkeit, nach der Ringerlaufbahn seine Karriere im Japanischen Sumōverband fortzusetzen.